# Arrow Rock (Missouri)
Arrow Rock is een dorp in de Amerikaanse staat Missouri, dat bestuurlijk gezien onder Saline County valt.

## Demografie
Bij de volkstelling in 2000 werd het aantal inwoners vastgesteld op 79.
In 2006 werd het aantal inwoners door het United States Census Bureau geschat op 76, een daling van 3 (-3,8%).

## Geografie
Volgens het United States Census Bureau beslaat de plaats een oppervlakte van 0,3 km², geheel bestaande uit land. Arrow Rock ligt op ongeveer 216 m boven zeeniveau.

## Plaatsen in de nabije omgeving
De onderstaande figuur toont nabijgelegen plaatsen in een straal van 20 km rond Arrow Rock.